# Coptomia humberti
Coptomia humberti är en skalbaggsart som beskrevs av Renaud Maurice Adrien Paulian 1991. Coptomia humberti ingår i släktet Coptomia och familjen Cetoniidae. Inga underarter finns listade i Catalogue of Life.